# Провулок Островського (Мелітополь)
Провулок Островського — провулок в Мелітополі в історичній місцевості Новий Мелітополь. Починається в полях біля залізниці, перетинає вулиці Молодіжну, Виноградну, Сковороди і Котляревського і через поля виходить на вулицю Островського. Забудований приватними будинками. Провулок вперше згадується в документах 23 листопада 2001 року.

## Сусідні незабудовані вулиці: 1-й і 2-й провулки Островського, вулиця Павла Тичини
Згідно з документами й картами перпендикулярно провулку Островського проходять 1-й і 2-й провулки Островського (біля східного кінця провулка Островського) і вулиця Павла Тичини (біля західного кінця провулка Островського). Всі ці три топонімічни об'єкти вперше згадуються в документах 23 листопада 2001 року. Вулиці однак так і не були забудовані будинками й лишились "вулицями-примарами". Зараз на них залишаються грунтові дороги з фундаментами недобудованих будинків, а на місці 1-го провулка Островського не залишилось навіть дороги і важко встановити, де взагалі він мав би проходити.